# Astragalus craibianus
Astragalus craibianus es una especie de planta del género Astragalus, de la familia de las leguminosas, orden Fabales.
Fue descrita científicamente por N. D. Simpson.